# 카롤루스 3세 심플렉스
샤를 3세(Charles III) 또는 단순왕 샤를 (Charles the Simple, 프랑스어: Charles III le Simple, 독일어: Karl der Einfältige, 879년 9월 17일 – 929년 10월 7일)은 카롤링거 왕조의 일원으로 프랑스 왕(서프랑크 왕국)이었다. 샤를 3세는 재위기간 중 로트링겐을 되찾고 노르망디에 노르만족을 정착시켰다. 당대에 그는 카롤루스 심플렉스(Carolus Simplex)라는 별칭으로 불렸는데 그대로 그의 별칭이 되었다. 그의 축출을 기점으로 카롤링거 왕조는 로렌의 영지를 상실했다.
말더듬이 루이 2세의 유복자였으며 884년 의붓형 카를로망이 죽었을 때나 887년 11월 삼촌인 동프랑크의 뚱보 카를 3세가 물러났을 때, 나이가 너무 어려 왕위 계승권에서 밀려났다가 893년 1월 28일 랭스 대주교 풀크 등의 추대로 왕위에 올랐다. 이후 일부 귀족들에 의해 추대된 외드와 5년간 대립하였다. 동프랑크의 아르눌프는 샤를과 외드를 모두 보름스로 소환했지만 그는 아르눌프의 지시를 거절했고, 화가 난 아르눌프는 샤를을 인정하기를 거부했다. 내란이 계속되자 897년 왕위를 포기했다가 898년 1월 아들이 없던 외드가 그를 후계자로 지명하고 죽음으로써 내전이 종식되었다.
집권 초 바이킹과 사라센의 양쪽으로부터 위협을 당했다. 재위기간 중 바이킹 족의 침투를 격퇴하였으나 내분을 수습하지 못했고, 로트링겐을 차지하기도 했다. 920년에는 독일을 침공하기도 했다. 그러나 922년 네우스트리아 귀족들의 반란으로 축출되었고, 923년 투옥되었다가 솜주의 감옥에서 사망했다. 카롤링거 왕조의 군주들 중 경건왕 루트비히, 카를 3세 비만왕 다음으로 세 번째로 쿠데타로 축출당한 지도자였다.

## 생애

### 생애 초반

#### 왕자 시절

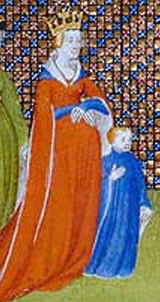
왕후 에드지푸와 아들 루이 4세

샤를은 879년 9월 17일 ‘말더듬이 왕’ 루이와, 이탈리아 출신 파리 백작 겸 프리울리후작 아달하르트(Adalhard)의 딸인 셋째 계비 프리울리의 아델라이드 사이에서 유복자로 태어났다. 아버지 ‘말더듬이 왕’ 루이는 그가 태어나기 5개월 전인 879년 4월 10일 꽁피에뉴에서 갑작스럽게 사망했다. 루이 3세와 샤를로망은 그의 이복 형들이었다. 루이 2세는 첫 번째 부인인 부르고뉴의 안스가르데와의 사이에서는 루이 3세와 샤를로망 형제가 있었고, 두 번째 부인에게서는 자녀가 없었다. 그리고 세 번째 부인인 아델레이드에게서는 딸 기셀라와 유복자 아들 샤를 3세가 태어났다. 그의 생모 두 번째 부인 프리울리의 아델라이드는 할아버지인 대머리 카를이 직접 고른 아들의 신부감이었다. 어머니 프리울리의 아델라이드는 플라비니 수도원(abbé de Flavigny)의 원장 윌프리드의 누이였다.
아버지 루이 2세는 865년 무렵부터 파리 백작 베고 2세(Bego II)와 경건왕 루트비히의 딸인 프랑크의 알파이드(Alpaide de Franks)의 딸 파리의 아델하이트(875 - 914)와 동거하기 시작하였다. 경건왕 루트비히의 서녀였던 아델하이트의 어머니 알파이드는 루이 2세에게는 배다른 고모가 되며, 파리의 아델하이트는 말더듬이 루이(루트비히)에게는 사촌 누이가 된다. 그러나 파리의 아델하이트는 지체가 낮다는 이유로 대머리 카를 2세는 아델하이트를 인정하지 않았다. 그러나 루이 2세는 부왕 대머리 카를의 눈을 피해 비밀리에 파리의 아델하이트를 보호하였다.
루이 2세의 첫 부인인 파리의 아델하이트는 백작의 딸이자 친정어머니는 서출로, 신분이 낮은 것 때문에 할아버지 대머리 카를 2세가 875년 강제로 이혼시켰다. 그가 태어났을 때 이복 형 루이 3세, 샤를로망 및 그들의 어머니 부르고뉴의 안스가르데는 프리울리의 아델라이드가 간통했다는 의혹을 제기했다. 그의 아버지 루이는 그가 태어나기 5개월 전에 사망했으므로, 당대에도 그가 ‘말더듬이 왕’ 루이의 친 자식인지 의심하는 이들이 있었다.
그는 친절하다 혹은 순진하다, 바보, 얼간이 등의 뜻이 담긴 단순왕, 생플이라 불렸다. 그는 처음부터 왕위 계승권에서 배제, 제외되었다. 884년 의붓형 샤를로망이 죽었을 때나, 887년 11월 동프랑크의 왕이자 신성 로마 제국 황제이던 삼촌 동프랑크의 ‘비만왕’ 샤를 르 그로가 폐위되었을 때는 아직 나이가 어려서 왕위에 오를 수 없었고, 귀족들은 그의 나이가 어리다는 이유를 들어 네우스트리아와 파리의 백작 외드를 서프랑크 왕국의 국왕으로 선출, 대신 왕위에 올랐다. 샤를은 어려서 죽을 고비를 여러 번 넘겼는데, 쾰른의 대주교 위그의 간호로 기적적으로 소생하였다. 쾰른의 대주교 위그는 루이 3세와 샤를로망 형제의 자문관이기도 했다.

#### 왕위 계승권 박탈

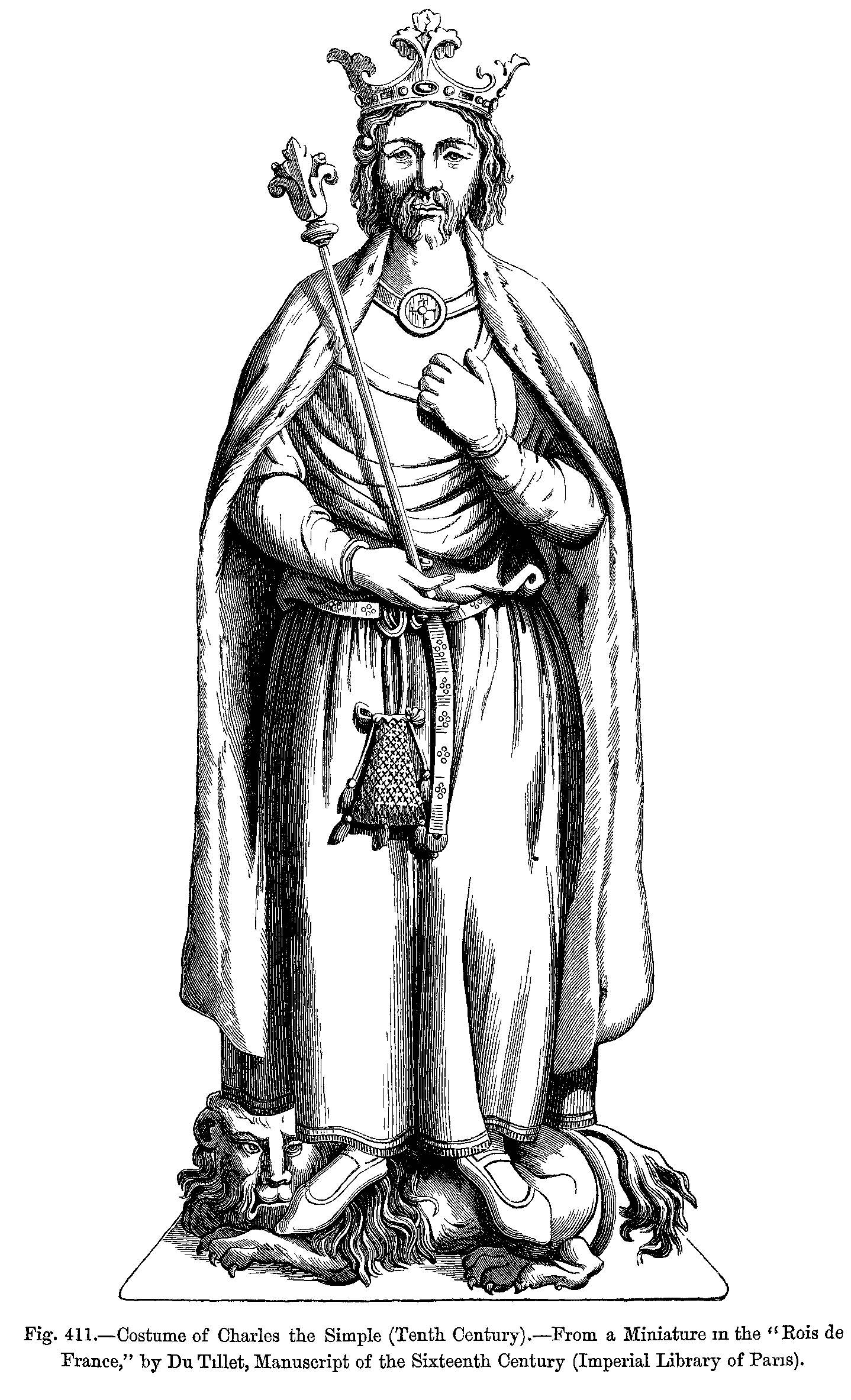
단순왕 샤를 3세, 16세기 작

샤를 3세의 이복 형이었던 루이 2세와 샤를로망은 샤를 3세에게 적대적이었다. 할아버지 대머리 카를이 자신의 며느리가 신분이 한미한 것을 이유로 강제로 이혼시킨 뒤, 나중에 샤를 3세의 어머니인 프리울리의 아델라이드와 결혼하였다. 루이 3세와 샤를로망은 879년 8월, 샤를 3세의 어머니인 아델라이드를 간음죄로 고소했다. 랭스의 대주교 힝크마르는 루이 3세와 샤를로망의 고소장을 근거로 프리울리의 아델라이드를 재판하였다. 그러나 프리울리의 아델라이드는 형문을 이겨냈고 결국 어머니 프리울리의 아델라이드는 무죄를 선고받는다. 이로서 샤를 3세는 루이 2세의 합법적인 아들로 인정받게 된다.
884년 형 샤를로망 3세가 죽었을 때 그는 5세의 유아였으므로 서프랑크의 귀족들은 동프랑크의 샤를 3세 르 그로(카를 3세 비만왕)를 왕으로 추대하였다. 쾰른의 대주교 위그는 네우스트리아 백작인 로베르 4세의 외손자로, 외드와 로베르 1세의 외조카였지만, 그는 단순왕 샤를의 후견인이 되었다. 쾰른의 대주교 위그는 서프랑크 왕국의 귀족들이 추대하는 인물 대신, 어린 샤를의 시간을 벌게 하기 위해서 일부러 샤를의 당숙이자 동프랑크와 이탈리아의 국왕이기도 했던 샤를 3세 르 그로를 찬성했다.
887년 11월 샤를 르 그로가 아르눌프의 쿠데타에 의해 축출된 뒤에, 서프랑크 왕국의 귀족들은 바이킹을 퇴치한 데 공을 세운 로베르 가문의 외드를 국왕으로 추대했다. 885년~886년 파리시에 침투한 바이킹을 물리쳤던 외드는 경건왕 루이의 외손으로 아득하게나마 왕위 계승권을 갖고 있었다. 한편 888년 초, 새로 서로마 황제가 된 귀도는 샤를을 지지하였다.

### 즉위

#### 왕위 계승권 분쟁
889년 6월 아키텐 공작이자 푸아티에 백작인 라눌프 2세를 찾아가 외드에 대한 충성을 버리고 자신에게 협조할 것을 요청하여 포섭하였다. 신성 로마 제국의 황제인 귀도 3세는 아키텐 공작이자 아키텐의 왕 라눌프 2세에게 샤를 르 생쁠의 보호를 부탁했다. 샤를은 공작이자 자립한 아키텐의 왕 라눌프 2세의 보호를 받게 되었다. 라눌프 2세는 샤를에게 오를레앙의 10개 도시를 주었다.
892년 9월 아키텐의 라눌프의 일족이 베르비네에서 반란을 일으켰고, 외드는 이들을 진압하러 갔다. 893년 1월 28일 샤를은 랭스의 대주교 풀크와 다른 귀족들의 추대로 랭스 대성당에서 세례를 받은 뒤 서프랑크의 국왕으로 즉위하였다. 이들은 샤를을 서프랑크 왕국이 진정한 왕으로 내세워 왕위 수여식을 거행했다. 랭스 대주교 풀크는 즉위식 때, 샤를의 고조부 카롤루스 대제의 즉위식을 연상하도록 랭스 대성당에서 공개적으로 대관식을 주관하는 이벤트를 기획하였다. 그러나 헤르베르티언 가문과 플랑드르, 부르고뉴 등은 외드를 지지했다. 한편 친척이기도 했던 아르눌프는 사자를 보내 샤를 르 생쁠에게 자신에게 충성을 맹세하고 봉신이 될 것을 요구했으나, 샤를은 이를 거절했다. 한편 샤를 3세의 지지파와 외드 지지파 간에 내전이 발생했다. 샤를의 지지자들은 에페르네와 랭스 지역을 포위했고, 외드의 지지자들이 나타나 서로 포위하고 주고받았다. 최종적으로893년 9월 샤를의 지지자들이 포위를 해제하고 물러났다. 전쟁은 894년 3월 31일에 잠정 휴전하였다.
아르눌프는 미성년자가 영토를 제대로 다스릴수 있느냐며 소년이 나라를 통치하는 것이 가능한가 여부를 묻고는, 샤를과 외드를 보름스로 소환했지만 샤를은 가기를 거부했다. 895년 샤를과 외드를 보름스로 소환했지만 샤를은 가기를 거부했다. 화가 난 아르눌프는 외드를 서프랑크의 왕으로 승인하였다. 이어 아르눌프의 이탈리아 원정 지원 요청 역시 거부하고 응하지 않았다.
895년 5월 외드는 보름스로 와 자신의 서프랑크 왕국의 왕위를 주장했다. 그러나 단순왕 샤를은 자신의 고문의 의견을 받아들여 아르눌프의 출석 요구를 거부하고, 보름스로 오지 않았다. 샤를이 자신의 명령을 거역한데 크게 화가 난 아르눌프는 외드를 지지하였으며, 서자 츠벤티볼트에게 로트링겐의 왕위를 넘기고 직접 통치하게 했다. 아르눌프는 츠벤티볼트에게 서프랑크 왕국을 감시하게 했다. 896년 다시 외드와의 전쟁이 벌어졌지만 이렇다할 소득 없이 아르눌프의 지시로 휴전하였다.

#### 즉위 초반

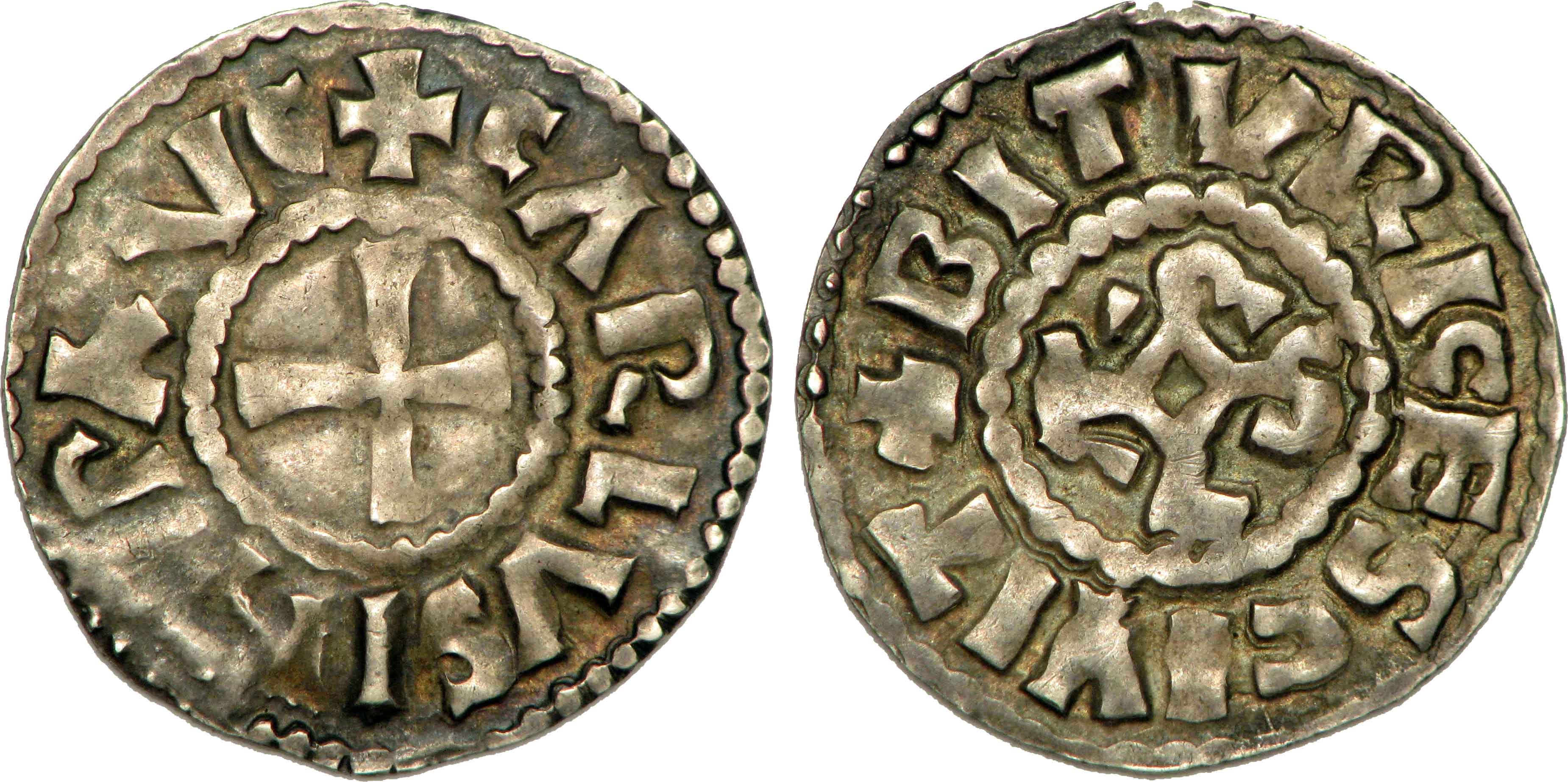
샤를 3세 시대의 동전, CARLES라 쓰여 있다.

915년 무렵 샤를 3세의 영토

내란이 계속되자 897년 샤를은 왕위를 포기했지만, 두 아들이 일찍 죽어 자식이 없던 외드는 898년 1월 동생 로베르 1세 대신 샤를을 후계자로 지목하였으므로, 외드가 죽자 단독으로 왕이 되었다. 죽은 외드의 동생 네우스트리아 백작 로베르 1세는 바이킹과의 교전에서 여러번 승리를 거두어 인망을 쌓고, 그에게 막강한 영향력을 행사했다. 로베르는 911년 샤르트르에서 노르만족과 싸워 승리했다. 로베르는 왕의 자리는 샤를에게 양보했지만, 여론을 형성하여 권력을 좌지우지했다. 군권 역시 로베르 1세에게 있었고, 샤를은 일단 이를 승인하였다. 이는 군주권의 상당한 약화를 의미했다. 샤를의 집권 초, 북부에서는 바이킹과 남부에서는 사라센이 쳐들어와 약탈을 감행했다. 샤를은 이들을 정리하는데 시간을 할애하였다.
898년 로트링겐의 귀족인 하인아우트의 레니에 1세 등과 내통하여 로트링겐을 침공하였다. 이어 아헨을 획득, 서프랑크령으로 병합하였다. 그해 12월 28일 비무(Vimeu) 지역에서 노르만 족과의 싸움에서 이겨 다량의 전리품을 얻었다. 그러나 종종 이겼을 뿐 계속된 전투에서 바이킹에게 패하게 된다.
900년대 초부터 노르웨이에서 온 롤로 등의 바이킹이 프랑스 서북부와 노르망디를 약탈했다. 샤를은 직접 군사를 이끌고 이들을 상대했지만 속수무책이었다. 907년 4월 19일 또는 5월 19일 로트링겐 출신 잉겔하임(잉겔하임암라인) 백작인 이멘티가르(Immedinger)와 부인 기슬라]의 딸로, 샬롱 쉬르 마른의 주교이자 캄파네 백작인 브레브 2세(Beuve II, 일명 보보)의 누이인 프레데루나와 결혼했다. 프레데루나의 친정 고모가 독일의 왕 하인리히 1세의 부인 링겔하임의 마틸다였다. 이 결혼으로 그의 영지를 노리던 하인리히 1세나 부르고뉴의 루돌프 2세의 침략에서 벗어날 수 있었다. 그러나 프레데루나는 딸만 6명을 낳고 917년 2월 10일에 사망했다. 아들을 원했던 단순왕 샤를은 919년 잉글랜드의 알프레드 대왕의 딸 에드지푸와 재혼하였다.

#### 로트링겐 획득
911년 9월 24일 동프랑크의 유아왕 루트비히가 18세로 죽자, 11월 21일 샤를은 자신이 루트비히의 친척임을 내세워 동프랑크와 로트링겐의 왕위 계승권을 요구하였다. 로트링겐의 귀족들은 샤를을 지지했고 그는 로트링겐의 왕으로 즉위하였다. 한편 동프랑크의 귀족들은 아르눌프의 외손자였던 프랑켄 공작 콘라두스 1세를 추대했다. 유아왕 루트비히에게는 자식이 없었고, 츠벤티볼트에게는 어린 딸들만이 있었다. 그러자 샤를 르 생쁠은 자신이 유아왕 루트비히의 가까운 친척이자, 정당한 상속자임을 주장하며 동프랑크를 침공했다. 로트링겐의 귀족들은 콘라두스 1세를 받드느냐 여부를 놓고 논쟁이 발생했고, 로트링겐의 하인아우트 백작 레니에 1세는 콘라두스 1세에 대한 충성을 거부하고, 샤를 3세의 지지를 선언, 샤를을 왕으로 받들었다.
그는 로트링겐에 각별히 신경을 썼지만 직접 다스릴 수는 없었으므로, 프레데루나의 부모인 이멘티가르와 라그네힐드, 로트링겐의 귀족으로 카를 2세 대머리왕의 사위인 하인아우트의 레니에 1세을 로트링겐 공작으로 임명해 사실상 로트링겐의 통치를 일임하였다. 레니에 1세는 마스(Maasgau) 백작 기셀베르트와 황제 로타르 1세의 딸 이멘가르드의 아들이었고, 레니에 1세의 부인 에시나다(Hersinda)는 샤를 르 생쁠의 할아버지 카를 2세 대머리왕의 서녀였다. 그럼에도 샤를은 로트링겐의 정치에 직접 개입하여 각별히 신경을 썼다. 레니에 1세는 로트링겐의 귀족들과 폭동을 일으켜 츠벤티볼트를 몰아냈기에, 샤를 3세는 레니에 1세를 불신하였다. 레니에 1세는 자신이 사망하는 916년까지 로트링겐의 공작이자 섭정으로 대신 로렌을 통치하였다.
909년 샤를은 자신의 누이인 서프랑크의 이르멘가르트와 이브레아의 베르너(Werner)의 딸 쿠니군데를 로트링겐의 귀족, 로트링겐의 비게리히(Wigeric of Lotharingia)와 결혼시켰다.

#### 바이킹과의 조약 체결

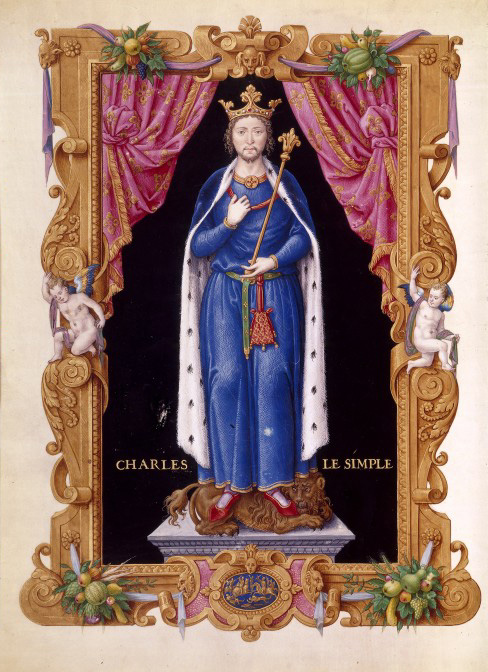
단순왕 샤를 3세

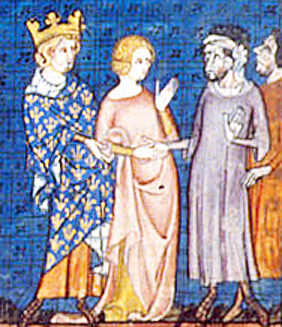
롤로와 조약을 체결하는 샤를 3세

911년의 바이킹 그룹이 서프랑크 왕국을 침략하여 루앙을 차지했다. 롤로가 이끄는 바이킹 족은 바로 파리와 샤르트르를 점령했다. 샤를은 친히 군사를 이끌고 전투를 벌였지만 대부분 패배했고, 8월 26일 샤르트르 근처에서 엄청난 손실을 입고 겨우 승리하였다. 911년말 샤를은 생클레르쉬레프트 조약을 체결하여 저 사이네 지역(나중에 노르망디라 불리게 된 지역)을 노르만족 롤로에게 봉토로 지급하고, 로마 가톨릭으로 세례를 받고 봉신이 된다는 조건으로 바이킹의 프랑스 침공의 종지부를 찍었다. 또한 같은해 동 프랑크 왕국의 마지막 카롤링거 왕인 ‘유아왕’ 루트비히가 죽자 로트링겐의 귀족들은 콘라두스 1세 대신 샤를을 왕으로 받들겠다 하여 로타링기아도 복속시켰다.
생클레르쉬르레프트 조약으로 롤로와 바이킹 족에게 노략질을 일삼지 않는다는 다짐을 받아내고 노르망디에 정착시켰다. 이 조약에 따라 샤를은 나중에 노르망디라 불리게 된 지역을 바이킹 지도자 롤로와 그의 부하들에게 넘겨주었고 그 대신 롤로는 그리스도교를 받아들여 세례를 받고 샤를의 봉신이 되었다. 조약 체결을 전후해서 로베르 1세는 막후에서 생클레르쉬르레프트 조약이 체결되게끔 영향력을 행사했다. 그러나 바이킹 족과 꾸준이 싸워온 로베르 가문 사람들과 베르망두아 백작가문은 조약 체결에 강하게 반발했다. 이미 베르망두아 백작가문의 딸 아델라와 결혼했으나 상처한 롤로에게 자신의 누이 서프랑크의 기셀라와 결혼시켰다.
그러나 샤를이 로렌 지역의 업무와 고문관들에게만 신경을 쓰고, 네우스트리아의 귀족들을 홀대하자 귀족들은 반발했다. 918년부터 그의 지위가 허술하다는 것을 안 독일의 하인리히 1세 등은 서프랑크의 변경을 침략했으나 오히려 격퇴당했다. 919년 8월 잉글랜드에 결혼 동맹을 제의, 그해 8월 17일 알프레드 대왕의 딸 에드지푸와 결혼하였다. 한편 로트링겐의 귀족들을 총애했고, 그 중에서도 첫 왕비 프레데루나의 친척 하가노(Hagano)를 중용하였다. 네우스트리아의 귀족들은 분개했다. 로트링겐 내에서도 샤를에 대한 지지를 철회하는 귀족들이 나타났다. 조카사위가 되는 비게리히, 첫 왕비 프레데루나의 친척인 하가노 등 소수만이 그를 지지했고, 하인아우트의 레니에 공작의 사후, 로트링겐에서도 샤를에 대한 지지를 소극적 지지로 돌아선 귀족들이 나타났다.
919년 로트링겐에서 샤를에 대항하는 반란이 일어났으나 곧 진압하였다. 920년 샤를은 군사를 일으켜 독일 왕국을 침공하였으나 보름스 근처 페데르스하임에서 독일 국왕 하인리히 1세의 군대에 의해 격퇴당했다. 920년 샤를의 로트링겐 집중 및 하가노 편애에 반발하여 네우스트리아 귀족들이 반란을 일으켰으나 랭스 대주교 헤르베우스(Herveus)의 중재로 곧 진압되었다. 921년 7월 11일 샤를 3세는 독일 국왕 하인리히 1세와 로렌에서 만나 우정의 협정을 체결하였다.

### 실각과 최후

#### 정변과 투옥

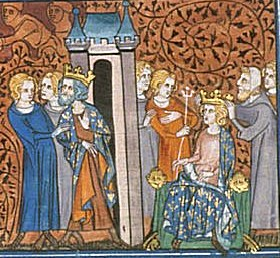
샤를의 왕관이 귀족들에 의해 박탈되는 장면

922년 샤를 3세는 자신의 배다른 고모인 로틸드의 세실수도원장 직을 박탈했다. 대머리 카를과 오툉의 리첼다의 딸이었던 로틸드는 우르수스 공작의 미망인이자 895년 마이네 백작 로저 드 마이네와 결혼했다가 과부가 되었다. 또한 그녀의 딸들 중 이름이 전하지 않는 딸은 후일 위그 르 그랑과 결혼했다 한다. 샤를은 로틸드에게서 빼앗은 세실수도원을 로트링겐 출신 총신 하가논에게 제공한다.
922년 로렌에 침입한 독일의 왕 하인리히 1세를 상대하여 겨우 이기고 화약을 체결한 뒤 돌아왔다. 그는 로타링기아의 군사와 병력에 주로 의존하였다. 샤를이 로트링겐의 업무와 고문관들에게만 신경을 쓰고 네우스트리아의 귀족들을 소외시키자 920년 서프랑크의 귀족들은 샤를의 퇴위를 요구하기도 했다. 922년 네우스트리아 귀족들은 파리에서 반란을 일으켜, 외드의 형제인 로베르 1세를 왕으로 뽑았다. 900년대 이후 그의 충실한 지지자였던 랭스 대주교 풀크는 그해 7월 2일에 사망하였다. 샤를은 로트링겐으로 피신하였다. 샤를은 랭스나 라온 중 한 쪽을 선택해야 했지만 그는 로트링겐을 선택했다.

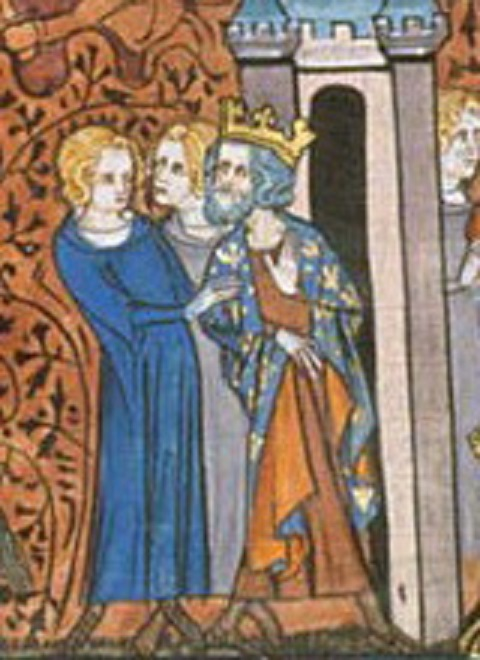
베르망두아 백작 헤르베르트 2세의 하수인들에게 투옥되는 샤를 3세

922년 6월 29일 귀족들은 로베르 1세를 왕으로 선출하고 6월 30일 랭스 대주교 고티에(Gautier)의 주관하에 랭스 대성당에서 임금으로 즉위했다. 로베르 1세는 군사를 이끌고 로트링겐과 전쟁, 아들 위그 르 그랑을 쉐브르몽(Chèvremont) 성으로 보냈다. 샤를은 기셀베르트 등과 함께 로베르 군을 대적했다.
922년 6월 30일부터 7월 2일 샤를 르 생쁠은 바이킹 군대의 지원하에 서프랑크로 되돌아왔다. 923년 샤를은 군사를 일으켜 뫼즈, 아팅기에, 수아송에서 로베르 1세의 군대와 싸웠으나, 6월 15일 수아송 전투 (923년)에서 패배하였다. 그러나 같은 날, 수아송에서 벌어진 전투에서 자객을 보내 로베르 1세를 죽였지만, 플랑드르로 군사를 이끌고 갔다. 그해 7월 플랑드르성에 미리 숨어있던 로베르 1세의 처남이자 사위인 베르망두아 백작 헤르베르트 2세가 파놓은 함정에 걸려 포로가 되었다. 그리고 곧 부르고뉴의 라울이 새로 왕이 되었다. 그의 아내 에드지푸는 아들 루이 4세를 데리고 잉글랜드로 건너갔다.
베르망두아 백작가문은 샤를마뉴의 차남 피피노 카를로만의 손자 상리스의 피핀 2세의 후손으로, 샤를마뉴의 여섯째 아들 경건왕 루이 드 데보네르의 후손인 샤를 3세에게는 같은 가문의 먼 친척이 되었지만, 818년 피피노 카를로만의 아들 베른하르트가 경건왕 루이 드 데보네르에 의해 두눈이 뽑히고 장님이 되어 병을 얻어 죽은 일 이후, 경건왕 루이 드 데보네르의 후손들에게 대대로 앙심을 품고 있었다. 베르망두아 백작 헤르베르트 2세는 자신이 사로잡은 샤를을 이용해, 새로 왕이 된 로베르의 사위 라울에게서 이권을 얻었다.

#### 최후
헤르베르트 2세는 협상을 하자고 한 뒤 그를 테오도리히 성(castellum Theodorici, 샤토-티에리)안에 감금했다. 샤를은 노르만 족에게 자신을 지원해줄 것을 요청했지만 노르만 족은 소수가 그를 지원하였다. 923년 7월 13일 샤를의 폐위가 선언되고, 라울은 서프랑크의 국왕으로 선출되었다. 샤를은 4년간 테오도리히 성에 감금되었다가 화재 후 솜주의 페로네로 옮겨졌다.
헤르베르트 2세는 포로로 잡은 샤를을 이용해, 새로 왕이 된 로베르의 사위 라울에게서 이권을 얻었다. 헤르베르트 2세는 샤를을 이용해 라울에게 거래를 요구, 자신의 독립적인 공국을 세우려 했다. 한때 샤를은 트루아로 옮겨져 라울과 면담하기도 했다. 헤르베르트 2세는 샤를을 이용해서 자신의 아들 위그를 랭스 대주교 자리에 앉히려 했지만 성직자들의 반대로 실패했고, 라울은 위그의 대주교직을 포기하라고 권고한다.
샤를은 곧 헤르베르트 2세에 의해 솜의 페로네 성의 감옥에 유폐되었다. 927년 말, 헤르베르트 2세와 라울이 페론에 도착했을 때 샤를은 죄수복 차림으로 결박되었다. 라울은 그에게 칼을 가져다가 바치며 그를 일단 정당한 왕으로 인정하였다. 라울은 그를 합법적인 왕으로 예우하는 한편, 포로로서 예우하였다. 샤를은 927년 솜므의 다른 감옥으로 옮겨졌다가 929년 10월 페로네(Peronne) 감옥에서 굶어 죽었다.

### 사후
솜주 페로네의 생 푸르시 교회(Saint-Fursy abbey) 묘지 중앙부에 안장되었다. 비문은 "Hic jacet Carolus Pius Francorum Rex, cuius animàm absoluat omnipotens et misericors Deus. Amen"라고 새겨졌다. 929년 10월 7일 그의 기념비와 석관은 높은 제단 뒤로 이동되었다. 한편 프랑스 대혁명 기간 중 그의 무덤은 파괴되었다. 샤를은 페로네의 감옥에서 굶어죽은 것으로 보나 일설에는 헤르베르트 2세에 의해 독살당했다는 설이 돌기도 했다. 그의 아들 루이는 922년 그가 폐위되기 전 모후 에드지푸와 함께 영국으로 피신했다가 936년 귀족들의 추대로 왕위에 올랐다.

## 가계

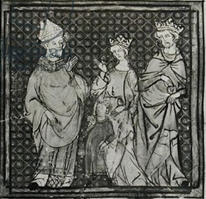
샤를3세와 에드지푸, 아들 루이 4세

- 할아버지 : 대머리 카를(Charles the Bald, 823~877)
  - 숙부 : 샤를로망
  - 숙부 : 샤를 3세 유아왕(Charles III, 846?~869.9.29)
- 아버지 : 루이 2세 말더듬이왕(Louis the Stammerer, 843?~879)
- 부르고뉴의 앙스가르데(Ansgarde of Burgundy)
  - 이복 형 : 루이 3세(Louis III of France,863?~882)
  - 이복 형 : 샤를로망 3세(Carloman II,865~884)
    - 조카 : 샤를(Charles)
- 어머니 : 아델라이드 드 프리울리(Adelaide of Friuli, 850?~901.8.18)
- 왕비 : 프레데루나(Frederuna, 887~917.2.10) 또는 프레데군드(Fredegund), 907년 4월 19일 결혼
  - 딸 :이르멘트루드(Ermentrude)
  - 사위 : 고드프리(Godefroy, 949년 사망 로트링겐의 팔라틴 백작)
  - 딸 : 프레데루나(Frederuna)
  - 딸 : 아델하이트(Adelheid)
  - 사위 : 구이(Gouy)의 백작 라울과 결혼
  - 딸 : 기셀라(Gisla), 노르만 부족장 롤로와 결혼
  - 사위 : 롤로
  - 딸 : 로트루드(Rotrud)
  - 딸 : 힐데가르트(Hildegard)
- 왕비 : 에드지푸(Eadgifu, ?~951)
  - 아들 : 루이 4세(Louis IV d'outremer, 920~954), 서프랑크왕(936-954)
- 첩 : 이름 미상
  - 서자 : 아르눌프(Arnulf)
  - 서자 : 드로고(Drogo)
  - 서자 : 로리코(Rorico, ?~976년 12월 20일), 949년 레온(Laon)의 주교, 레온의 생 빈센트의 수도원에 매장
  - 서녀 : 오페어(Alpais)
  - 서녀사위 : 에르발트(Erlebold), 랑가우의 백작

## 같이 보기
- 카롤링거 왕조
- 에드지푸
- 생클레르 쉬르 조약

## 참고 문헌
- Auguste Eckel, Charles le Simple, Bibliothèque de l'École des hautes études: Sciences historiques et philologiques, Annales de l'histoire de France à l'époque carolingienne, #, Paris, Librairie Émile Bouillon, 1899, 168 pages (réimpression Genève, Slatkine Reprints - Paris, Honoré Champion, 1977)
- Ivan Gobry, Charles III le Simple : Fils de Louis II, Pygmalion, 2007, 206 pages ISBN 978-2-7564-0114-0
- Philippe Lauer, Recueil des actes de Charles III le Simple: roi de France, Imprimerie nationale, 2 tomes, 1940-1949

| 전임 외드 | 서프랑크의 국왕 (893년부터는 외드의 대립왕) 898년 - 922년 | 후임 로베르 1세 |

| 전임 유아왕 루트비히 | 로타링기아의 왕 911년 - 925년 | 후임 기셀베르트 |

| 전임 외드 | 아키텐의 국왕 898년 - 928년 | 후임 윌렘 3세 |